# Новик (Кировская область)
Новик — деревня в Нолинском районе Кировской области. Входит в состав Кырчанского сельского поселения.

## История
В 1964 г. Указом Президиума ВС РСФСР деревня Пустолайка переименована в Новик.

## Население
| 2010 |
| ---- |
| 0    |